# María de la Fuente (Sängerin)
María de la Fuente (María Luisa Mattar; * 25. April 1918 in General Roca; † 3. November 2013) war eine argentinische Tangosängerin.

## Leben
De la Fuente wurde bei der Gründung von Radio El Mundo 1935 – noch unter dem Namen Mary Mater – Mitglied von dessen von Eduardo Ferri geleiteten Cuarteto Vocal Femenino Ferri, dem außerdem María Angélica Quiroga, Lita Bianco und Margarita Solá und gelegentlich Chola Bosch angehörten. Die Musikerinnen trat als Backgroundsängerinnen der Sänger des Senders und als eigene Gruppe auf. Ab dem Folgejahr war sie Solosängerin bei Radio El Mundo und trat mit dem Orchester des Senders unter Leitung von Juan Larenza und später Andrés Fraga auf. Als Gast des Orchesters Julio De Caro sang sie den Tango Buen amigo. 1943 wechselte sie zu Radio Belgrano mit seinem von Héctor Artola geleiteten Orchester, in den 1950er Jahren zu Radio Splendid mit dem Orchester Francisco Marafiottis.
Neben ihrer Tätigkeit beim Radio wirkte de la Fuente in Kinos und Theatern in Musikrevues mit, u. a. mit Miguel Caló und seinem Orchester. Außerdem trat sie in den 1940er Jahren in mehreren Filmen auf. Ihre ersten Aufnahmen entstanden 1946 beim Label Odeon. Zwischen 1950 und 1952 entstanden mehrere Aufnahmen bei TK mit einem von Astor Piazzolla geleiteten Orchester. Mit Francisco Rotundos Orchester nahm sie 1957 den Tango Tata llevame pa'l centro auf. 1954 nahm sie an Juan Canaros Japantournee teil. Nach langer Pause nahm sie im Alter von 80 Jahren einige Titel mit Hernán Possetti (Piano), Néstor Marconi (Bandoneon), Ángel Bonura (Kontrabass) und Litto Nebbia (Gitarre und Synthesizer) auf, die zusammen mit einigen älteren Aufnahmen auf CD beim Label Melopea erschienen.

## Aufnahmen
- Padre nuestro
- En carne propia
- Tarde azul
- Amado mío
- El choclo
- Romance de barrio
- Fugitiva
- Tata llevame pa'l centro
- El último organito
- Garras
- Ave María

## Filme
- Explosivo 008 (Regie: James Bauer), 1940
- Fronteras de la ley (Regie: Isidoro Navarro), 1940
- Santa Cándida (Regie: Luis César Amadori), 1945
- Alma liberada (Regie: Edmundo del Solar), 1951
- 12 Tangos – Adios Buenos Aires (Dokumentarfilm von Arne Birkenstock), 2005